# Iva Majoli
Iva Majoli (Zagreb, 12 augustus 1977) is een voormalig tennisspeelster uit Kroatië. Zij begon haar professionele tennisloopbaan in 1991 en won zes jaar later Roland Garros. In 2004 beëindigde Majoli haar profcarrière.

## Loopbaan
Als tiener was Majoli zeer succesvol en een grote belofte. Toen zij als negentienjarige in de finale van Roland Garros tegen de als eerste geplaatste Martina Hingis speelde, verraste zij iedereen door te winnen. De jaren daarna werd zij geplaagd door blessures, en verloor zij haar reputatie al snel, mede geholpen door haar jet-set levensstijl die breed werd uitgemeten in de roddelpers. Daardoor werd zij al snel gezien als One Slam Wonder.
In 2002 wist zij nog een beetje terug te komen, door Patty Schnyder te verslaan in de enkelspelfinale van het WTA-toernooi van Charleston. Op 12 juni 2004 verklaarde zij echter het tennis de rug toe te keren.
Zij won in haar carrière acht WTA-titels in het enkelspel en één in het dubbelspel. Haar hoogste positie op de WTA-ranglijsten was de vierde plaats in het enkelspel (februari 1996) respectievelijk de 24e plaats in het dubbelspel (augustus 1995).
Zij vertegenwoordigde Kroatië in de Fed Cup in de periode 1993 tot en met 2004 – zij vergaarde daar een winst/verlies-balans van 21–19. Zij nam deel aan de Olympische spelen in 1996 en in 2000.

## Persoonlijk
In september 2006 trouwde zij met de Kroatische zakenman Stipe Marić. Op 31 oktober 2006 kreeg zij een dochter.

## Posities op deWTA-ranglijst
Positie per einde seizoen:
| jaar | rang enkelspel | rang dubbelspel |
| ---- | -------------- | --------------- |
| 1992 | 50             | –               |
| 1993 | 46             | 163             |
| 1994 | 13             | 83              |
| 1995 | 9              | 28              |
| 1996 | 8              | 100             |
| 1997 | 6              | 33              |
| 1998 | 25             | 55              |
| 1999 | 163            | 133             |
| 2000 | 73             | 369             |
| 2001 | 42             | 58              |
| 2002 | 32             | 112             |
| 2003 | 131            | 162             |
| 2004 | 315            | 363             |

## Palmares
| Legenda                |
| ---------------------- |
| Grandslamtoernooi      |
| Olympische Spelen      |
| Year-End Championships |
| Tier I                 |
| Tier II                |
| Tier III               |
| Tier IV & V            |

### WTA-finaleplaatsen enkelspel
| nr.              | finale     | toernooi         | ondergrond    | tegenstandster            | score         |         |
| ---------------- | ---------- | ---------------- | ------------- | ------------------------- | ------------- | ------- |
| gewonnen finales |            |                  |               |                           |               |         |
| 1.               | 1995-10-08 | WTA Zürich       | tapijt (i)    | Mary Pierce               | 6-4, 6-4      | details |
| 2.               | 1995-10-15 | WTA Filderstadt  | hardcourt (i) | Gabriela Sabatini         | 6-4, 7-6      | details |
| 3.               | 1996-02-04 | WTA Tokio        | tapijt (i)    | Arantxa Sánchez Vicario   | 6-4, 6-1      | details |
| 4.               | 1996-02-25 | WTA Essen        | tapijt (i)    | Jana Novotná              | 7-5, 1-6, 7-6 | details |
| 5.               | 1997-02-23 | WTA Hannover     | tapijt (i)    | Jana Novotná              | 4-6, 7-6, 6-4 | details |
| 6.               | 1997-05-04 | WTA Hamburg      | gravel        | Ruxandra Dragomir         | 6-3, 6-2      | details |
| 7.               | 1997-06-08 | Roland Garros    | gravel        | Martina Hingis            | 6-4, 6-2      | details |
| 8.               | 2002-04-21 | WTA Charleston   | gravel        | Patty Schnyder            | 7-6, 6-4      | details |
| verloren finales |            |                  |               |                           |               |         |
| 1.               | 1994-02-13 | WTA Osaka        | tapijt (i)    | Manuela Maleeva-Fragnière | 1-6, 6-4, 5-7 | details |
| 2.               | 1994-04-24 | WTA Barcelona    | gravel        | Arantxa Sánchez Vicario   | 0-6, 2-6      | details |
| 3.               | 1994-10-30 | WTA Essen        | tapijt (i)    | Jana Novotná              | 2-6, 4-6      | details |
| 4.               | 1995-04-30 | WTA Barcelona    | gravel        | Arantxa Sánchez Vicario   | 7-5, 0-6, 2-6 | details |
| 5.               | 1996-02-18 | WTA Parijs       | tapijt (i)    | Julie Halard-Decugis      | 5-7, 6-7      | details |
| 6.               | 1996-10-06 | WTA Leipzig      | tapijt (i)    | Anke Huber                | 7-5, 3-6, 1-6 | details |
| 7.               | 2000-11-12 | WTA Kuala Lumpur | hardcourt     | Henrieta Nagyová          | 4-6, 2-6      | details |
| 8.               | 2001-09-23 | WTA Québec       | tapijt (i)    | Meghann Shaughnessy       | 1-6, 3-6      | details |
| 9.               | 2002-05-05 | WTA Bol          | gravel        | Åsa Svensson              | 3-6, 6-4, 1-6 | details |

### WTA-finaleplaatsen vrouwendubbelspel
| nr.              | finale     | toernooi      | ondergrond | partner           | tegenstandsters                        | score         |         |
| ---------------- | ---------- | ------------- | ---------- | ----------------- | -------------------------------------- | ------------- | ------- |
| gewonnen finales |            |               |            |                   |                                        |               |         |
| 1.               | 2001-02-11 | WTA Parijs    | tapijt (i) | Virginie Razzano  | Kimberly Po Nathalie Tauziat           | 6-3, 7-5      | details |
| verloren finales |            |               |            |                   |                                        |               |         |
| 1.               | 1995-02-26 | WTA Linz      | tapijt (i) | Petra Schwarz     | Meredith McGrath Nathalie Tauziat      | 1-6, 2-6      | details |
| 2.               | 1995-04-30 | WTA Barcelona | gravel     | Mariaan de Swardt | Larisa Neiland Arantxa Sánchez Vicario | 5-7, 6-4, 5-7 | details |
| 3.               | 1995-08-20 | WTA Toronto   | hardcourt  | Martina Hingis    | Gabriela Sabatini Brenda Schultz       | 6-4, 0-6, 3-6 | details |
| 4.               | 1997-05-04 | WTA Hamburg   | gravel     | Ruxandra Dragomir | Anke Huber Mary Pierce                 | 6-2, 6-7, 2-6 | details |

### Finaleplaatsen gemengd dubbelspel
| nr.              | finale     | toernooi   | ondergrond    | partner          | tegenstanders              | score           |         |
| ---------------- | ---------- | ---------- | ------------- | ---------------- | -------------------------- | --------------- | ------- |
| gewonnen finales |            |            |               |                  |                            |                 |         |
| 1.               | 1996-01-06 | Hopman Cup | hardcourt (i) | Goran Ivanišević | Martina Hingis Marc Rosset | 2-1 wedstrijden | details |
| verloren finales |            |            |               |                  |                            |                 |         |
| geen             |            |            |               |                  |                            |                 |         |

## Resultaten grandslamtoernooien
| Legenda | Legenda                          |
| ------- | -------------------------------- |
| g.t.    | geen toernooi gehouden           |
| l.c.    | lagere categorie                 |
| –       | niet deelgenomen                 |
| G       | uitgeschakeld in de groepsfase   |
| 1R      | uitgeschakeld in de eerste ronde |
| 2R      | uitgeschakeld in de tweede ronde |
| 3R      | uitgeschakeld in de derde ronde  |
| 4R      | uitgeschakeld in de vierde ronde |
| KF      | uitgeschakeld in de kwartfinale  |
| HF      | uitgeschakeld in de halve finale |
| F       | de finale verloren               |
| W       | het toernooi gewonnen            |
| w-v     | winst/verlies-balans             |

### Enkelspel
| toernooi        | 1992 | 1993 | 1994 | 1995 | 1996 | 1997 | 1998 | 1999 | 2000 | 2001 | 2002 | 2003 |
| --------------- | ---- | ---- | ---- | ---- | ---- | ---- | ---- | ---- | ---- | ---- | ---- | ---- |
| Australian Open | –    | –    | –    | –    | KF   | 1R   | 3R   | –    | –    | 3R   | 2R   | 1R   |
| Roland Garros   | –    | 4R   | 4R   | KF   | KF   | W    | KF   | –    | 2R   | 1R   | 2R   | 2R   |
| Wimbledon       | –    | –    | 1R   | 1R   | –    | KF   | 2R   | –    | –    | 1R   | 3R   | 1R   |
| US Open         | 2R   | 2R   | 4R   | 1R   | 1R   | 2R   | 2R   | 1R   | –    | 3R   | 3R   | 1R   |

### Vrouwendubbelspel
| toernooi        | 1993 | 1994 | 1995 | 1996 | 1997 | 1998 |    | 2001 | 2002 | 2003 |
| --------------- | ---- | ---- | ---- | ---- | ---- | ---- | -- | ---- | ---- | ---- |
| Australian Open | –    | –    | –    | 1R   | 2R   | 3R   | 2R | 1R   | 1R   |      |
| Roland Garros   | –    | –    | 2R   | –    | 3R   | 1R   | 1R | 3R   | 3R   |      |
| Wimbledon       | –    | 1R   | 2R   | –    | 1R   | 1R   | KF | 1R   | 2R   |      |
| US Open         | 1R   | 1R   | 3R   | 1R   | KF   | 3R   | 1R | 3R   | 1R   |      |

### Gemengd dubbelspel
| Australian Open | –  | –  | –  |
| Roland Garros   | 1R | 3R | –  |
| Wimbledon       | –  | –  | 1R |
| US Open         | –  | 1R | –  |